# Садки (Винницкая область)
Садки (укр. Садки) — село на Украине, находится в Могилёв-Подольском районе Винницкой области.
Население по переписи 2001 года составляет 340 человек. Почтовый индекс — 24094. Телефонный код — 4337.
Занимает площадь 2 км².

## Религия
В селе действует Свято-Успенский храм Могилёв-Подольского благочиния Могилёв-Подольской епархии Украинской православной церкви.

## Известные уроженцы
- Панчук, Василий Тарасович — примар муниципия Бельцы, Молдавия
- Яровой, Михаил Саввич — один из 8 полных кавалеров ордена Славы, также удостоенных звания Героя Социалистического Труда

## Адрес местного совета
24050, Винницкая область, Могилёв-Подольский р-н, с. Грушка, ул. 70-летия Октября, 78